# Авианосная ударная группа ВМС Франции
Морская авиация ВМС Франции включает в себя 39 АЭ ВМС, расквартированных на военных аэродромах ВМС: в/ч «Ландивизьё» (истребительные эскадрильи) и в/ч «Лан-Биуэ» (эскадрильи ДРЛО и ПЛО).

## Список военных аэродромов ВМС и авиаэскадрилий ВМС Франции

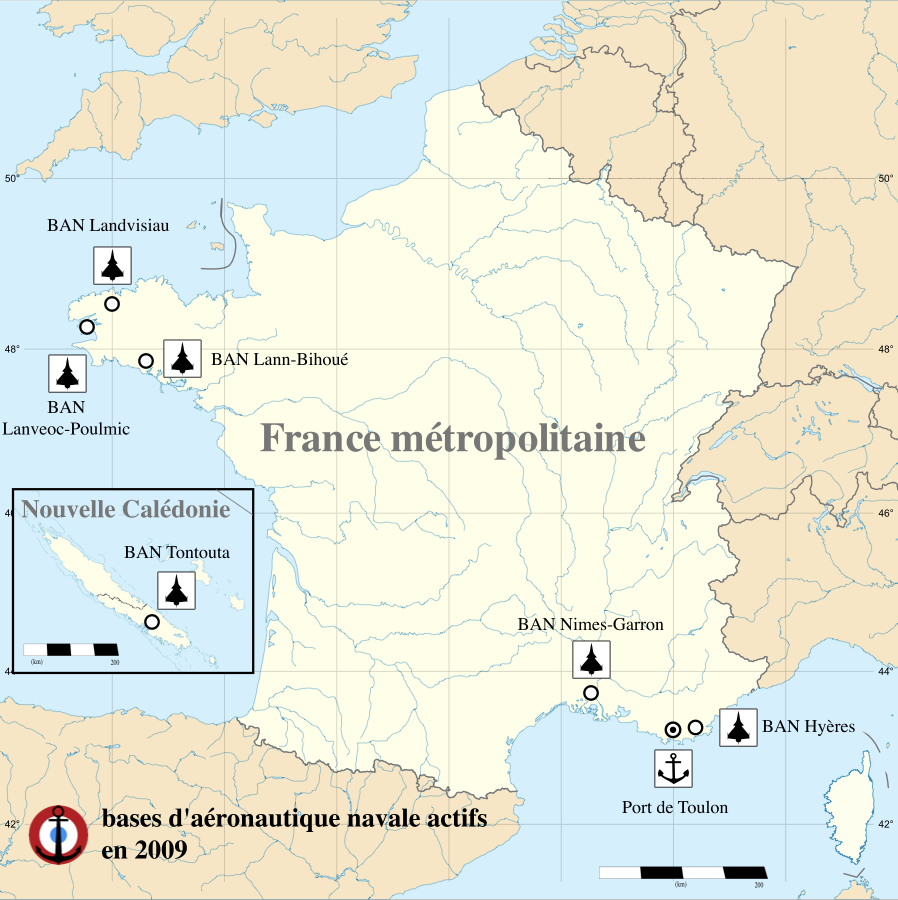
Карта расположения пунктов базирования (BAN) авиации ВМС Франции

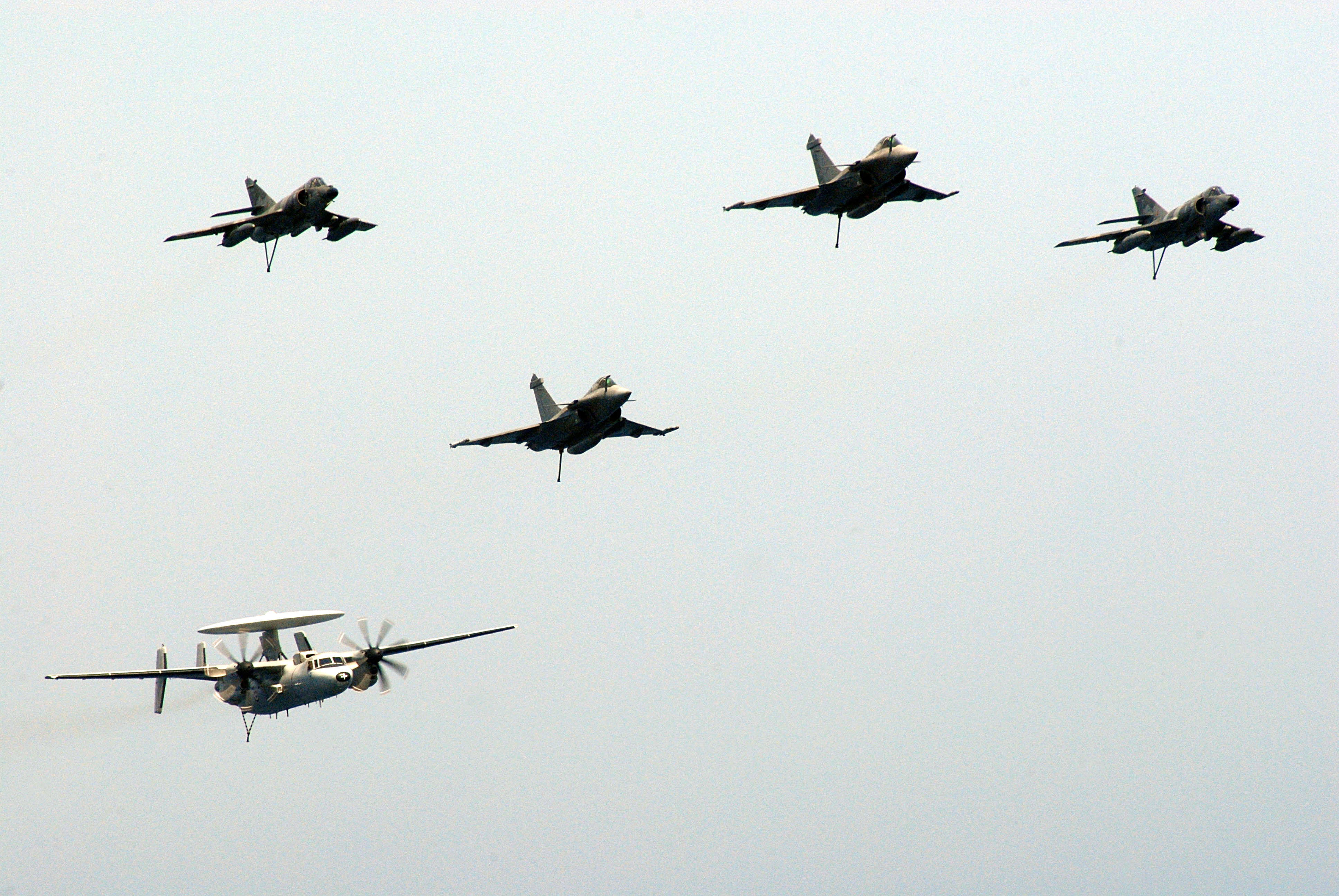
Истребители-перехватчики «Дассо Рафаль», истребители-бомбардировщики «Дассо Супер-Этандар» и самолёт ДРЛО «Хокай» Е-2С в воздушном строю

Стандартная АЭ ВМС Франции включает в себя 12 самолётов. На береговых базах находятся самолёты, не включённые в сводную группу авианосца, а также все самолёты авиагруппы во время регламентных работ на корабле в порту приписки Тулон. :
- Эскадрильи с 1-й по 10-ю (1F-10F) являются АЭ ПЛО и ДРЛО

4-я АЭ ДРЛО (12 ед. Грумман E-2D «Хокай» расквартирована на военном аэродроме ВМС в/ч «Ландивизьё» (Атлантический океан)
- Эскадрильи с 11-й по 20-ю (11F-20F) являются эскадрильями ПВО и морской ИБА

12-я (12 ед. «Дассо́ Рафа́ль М») АЭ ПВО, 11-я (12 ед. «Дассо́ Супе́р-Этанда́р»)
17-я ИБАЭ ВМС (12 ед. «Дассо́ Супе́р-Этанда́р»)
расквартированы на военном аэродроме ВМС Франции в/ч «Ландивизьё»
- Эскадрильи с 31-й по 39-ю (11F-20F) являются вертолётными

31-я (12 ед. Вестленд «Рысь», планируется перевооружение на Еврокоптер NH90 в 2010 г.), 33-я (12 ед. Еврокоптер NH90) 35-я и 36-я вертолётные эскадрильи ВМС (по 12 ед. Еврокоптер AS.365 «Дельфин»), расквартированы на военном аэродроме ВМС в/ч «Иер» (Средиземное море)

32-я (12 ед. Еврокоптер EC225) и 34-я вертолётные эскадрильи ВМС (12 ед. Вестленд «Рысь») расквартированы на военном аэродроме ВМС Франции в/ч «Ланвеок» (Атлантический океан)

## Списочный состав авиации ВМС Франции в 1997—2015 гг
| Типы ЛА | Фото ЛА | 1997 | 2008       | 2010 | 2011 | 2015 | в/ч ВМС (2008 г.)         | Эскадрильи ВМС (2008 г.) |
| Сводный авиаполк ВМС «Шарль-де-Голль»                                                                                          |         |      |            |      |      |      |                           |                          |
| Супер-Этандар |         | 52   | 43 (23)    | 36   | 27   | 20   | в/ч ВМС «Ландивизьё»      | 11-я/17-я АЭ ВМС         |
| «Этандар» IV |         | 7    | 0          |      |      |      |                           |                          |
| «Крусейдер» F-8 (FN) |         | 15   | 0          |      |      |      |                           |                          |
| «Рафаль» |         | 0    | 20 (10-12) | 17   | 20   | 33   | в/ч ВМС «Ландивизьё»      | 11-я/12-я АЭ ВМС         |
| «Ализе» Br.1050 |         | 17   | 0          |      |      |      |                           |                          |
| «Хокай» E-2C |         | 0    | 3 (2)      | 3    | 3    | 3    | в/ч ВМС «Лан-Биуэ»        | 4-я АЭ ВМС               |
| «Рысь» WG-13 |         | 33   | 27 (19)    | 25   | 22   | 20   | в/ч ВМС «Ланвеок» / «Иер» | 34-я АЭ ВМС              |
| «Кайман» NH90 |         | 0    | 0          | 0    | 6    | 17   | в/ч ВМС «Ланвеок» / «Иер» | 31-я/33-я АЭ ВМС         |
| ЛА океанского патрулирования и ПЛО                                                                                             |         |      |            |      |      |      |                           |                          |
| «Атлантик» ATL2 |         | 28   | 27 (14)    | 26   | 22   | 16   | в/ч ВМС «Лан-Биуэ»        | 21-я/23-я АЭ ВМС         |
| ЛА ПЛО и ПСС |         |      |            |      |      |      |                           |                          |
| «Гардиан» 200 |         | 5    | 5 (4)      | 5    | 5    | 5    | в/ч ВМС «Таити-Фаа»       | 25-я АЭ ВМС              |
| «Фалькон» 50 M |         | 0    | 4          | 5    | 4    | 8    | в/ч ВМС «Лан-Биуэ»        | 24-я АЭ ВМС              |
| «Фрегат» N262E |         | 12   | 10         | 0    | 0    | 0    | в/ч ВМС «Ним-Гарон»       | 28-я АЭ ВМС              |
| «Дофин» SA-365N |         | 5    | 6 (5)      | 6    | 6    | 8    | 5 АЭ постоянного состава  | 35-я АЭ ВМС              |
| «Каракал» EC 225 |         |      |            | 2    | 2    | 2    | в/ч ВМС «Ланвеок»         | 32-я АЭ ВМС              |
| «Супер-Фрелон» SA321 |         | 16   | 8 (6)      | 0    |      |      |                           |                          |
| «Дофин-Педро» SA-365F |         | 3    | 3          | 3    | 3    | 3    | в/ч ВМС «Иер»             | 35-я АЭ ВМС              |
| «Пантера» AS-565 |         |      |            |      |      | 16   | в/ч ВМС «Иер»             | 36-я АЭ ВМС              |
| Вспомогательная авиация ВМС/ приданная армейская авиация (АА)                                                                  |         |      |            |      |      |      |                           |                          |
| «Алуэтт» III |         | 30   | 27 (18)    | 25   | 25   | 22   | в/ч ВМС «Иер»/«Ланвеок»   | 22-я АЭ АА               |
| «Фалькон» DA-10 |         | 6    | 6 (4)      | 6    | 6    | 6    | в/ч ВМС «Ландивизьё»      | 57-я АЭ ВМС              |
| «Ксингу» EMB-121 | thumb   | 18   | 11 (9)     | 11   | 11   | 11   | в/ч ВМС «Лан-Биуэ»        | 28-я АЭ ВМС              |
| «Ралли» MS-880 |         | 9    | 9          | 9    | 9    | 9    | в/ч ВМС «Ланвеок»         | 50-я АЭ АА               |
| «Кап» 10 |         | 8    | 7 (6)      | 7    | 7    | 7    | в/ч ВМС «Ланвеок»         | 50-я АЭ АА               |
| Источник: Air et Cosmos №2112 от 15.02.2008, Cols bleus №2962 за декабрь 2010, сайт Министерства обороны Франции от 30.09.2011 |         |      |            |      |      |      |                           |                          |

1. ↑  Это не позволяло обеспечить штатное расписание фрегата противолодочной обороны ASM. Заменены на 14 «Кайман» NH90
2. ↑  Выведены в резерв в 2010 г. Заменены на 13 ед. Кайман NH90.

## ОШС АУГ ВМС Франции «Шарль де Голль»[13][14][15]
Организационно сводный авиаполк ВМС «Шарль де Голль» (фр. groupe aéronaval Charles de Gaulle) ВМС Франции скомпонован из многоцелевого атомного авианосца «Шарль де Голль», фрегата «Форбин» и небольших фрегатов ПЛО «Жан Бар», «Дюпле», «Аконит», дополненных АПЛ типа «Рюби» и танкером снабжения «Медуза». Хотя по количеству кораблей и по их разнообразию французское соединение приближается к АУГ США, тем не менее, его возможности гораздо скромнее. Авианосец «Шарль де Голль» почти втрое меньше американских авианосцев, и несёт авиагруппу из 30 самолётов (дополненную, тем не менее, самолётами E-2C). Единственным кораблем с мощным противовоздушным вооружением в соединении является фрегат-эсминец «Форбин», который, тем не менее, существенно слабее эсминцев серии «Арли Бёрк» ВМС США. Фрегаты ПЛО не несут зональные (только объектовые) ЗРК ПВО.

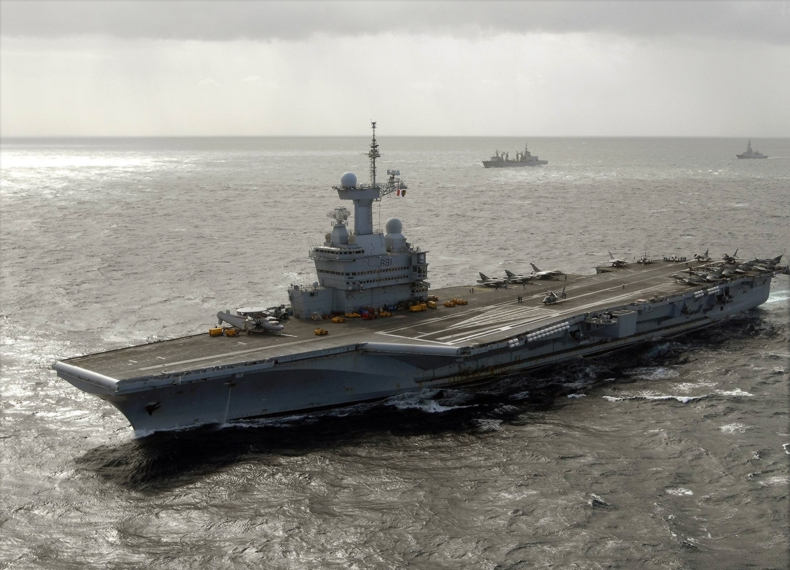
Многоцелевой авианосец «Шарль де Голль» ВМС Франции

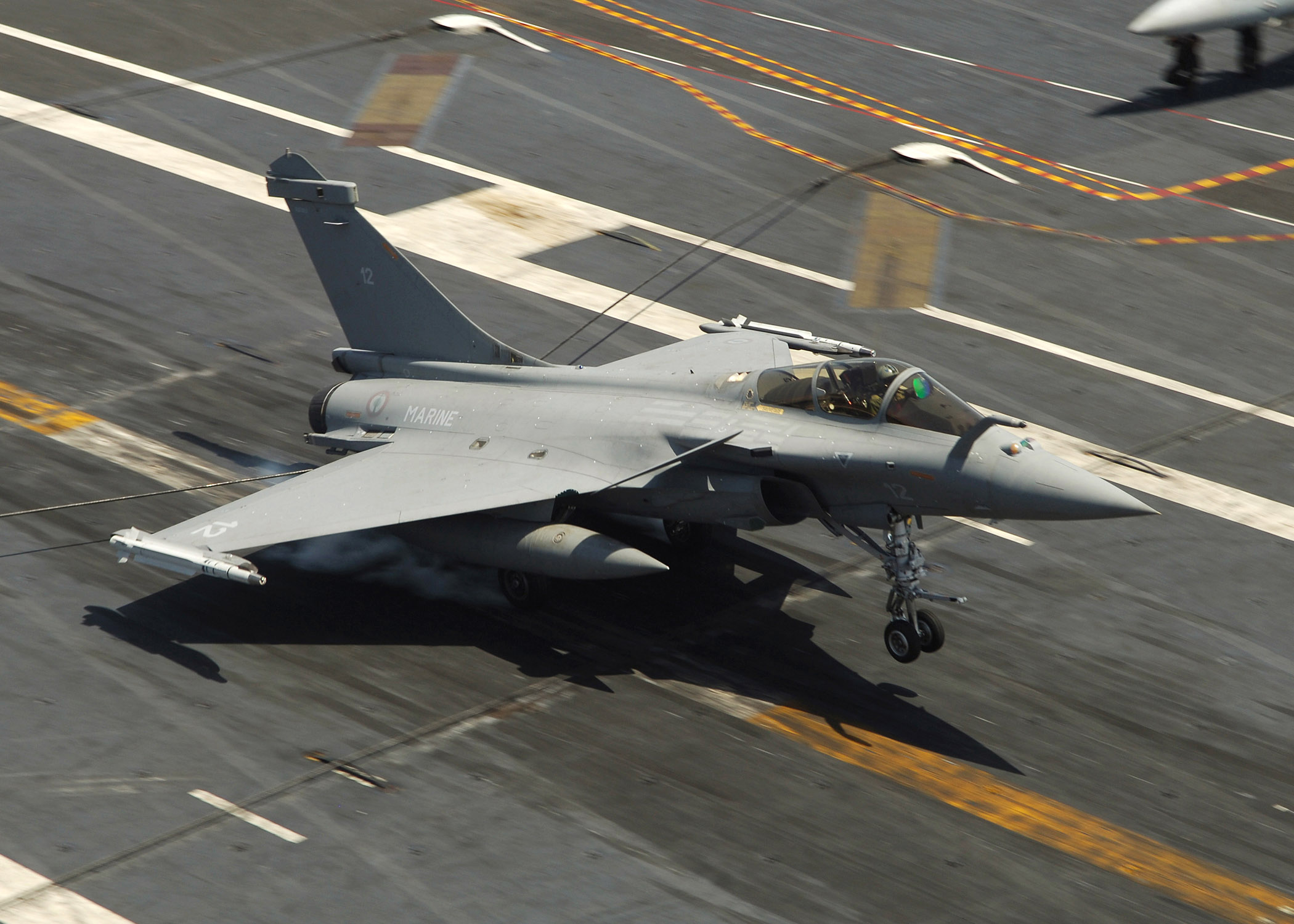
Посадка многоцелевого истребителя-бомбардировщика «Дассо́ Рафа́ль М» ВМС Франции на АВМА № 65 «Энтерпрайз» ВМС США

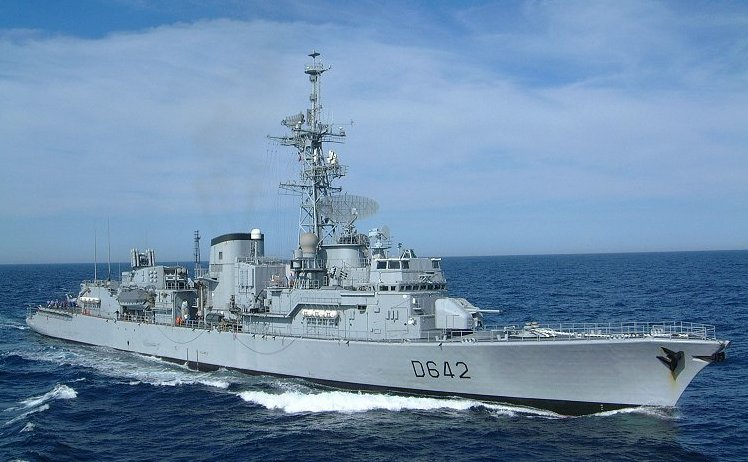
ЭМ ПЛО ВМС Франции «„Монкальм“» типа «Жорж Леги»

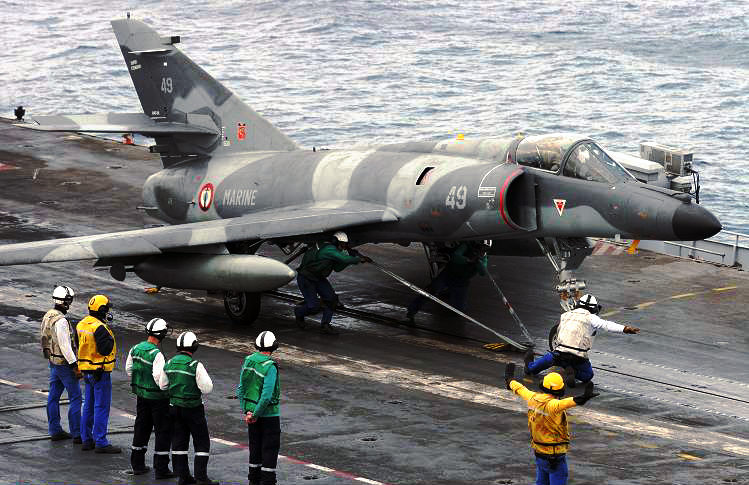
Истребитель-бомбардировщик «Дассо́ Супе́р-Этанда́р» из состава 11-й эскадрильи ВМС Франции готовится к взлету с палубы авианосца «Шарль де Голль», июнь 2007 года

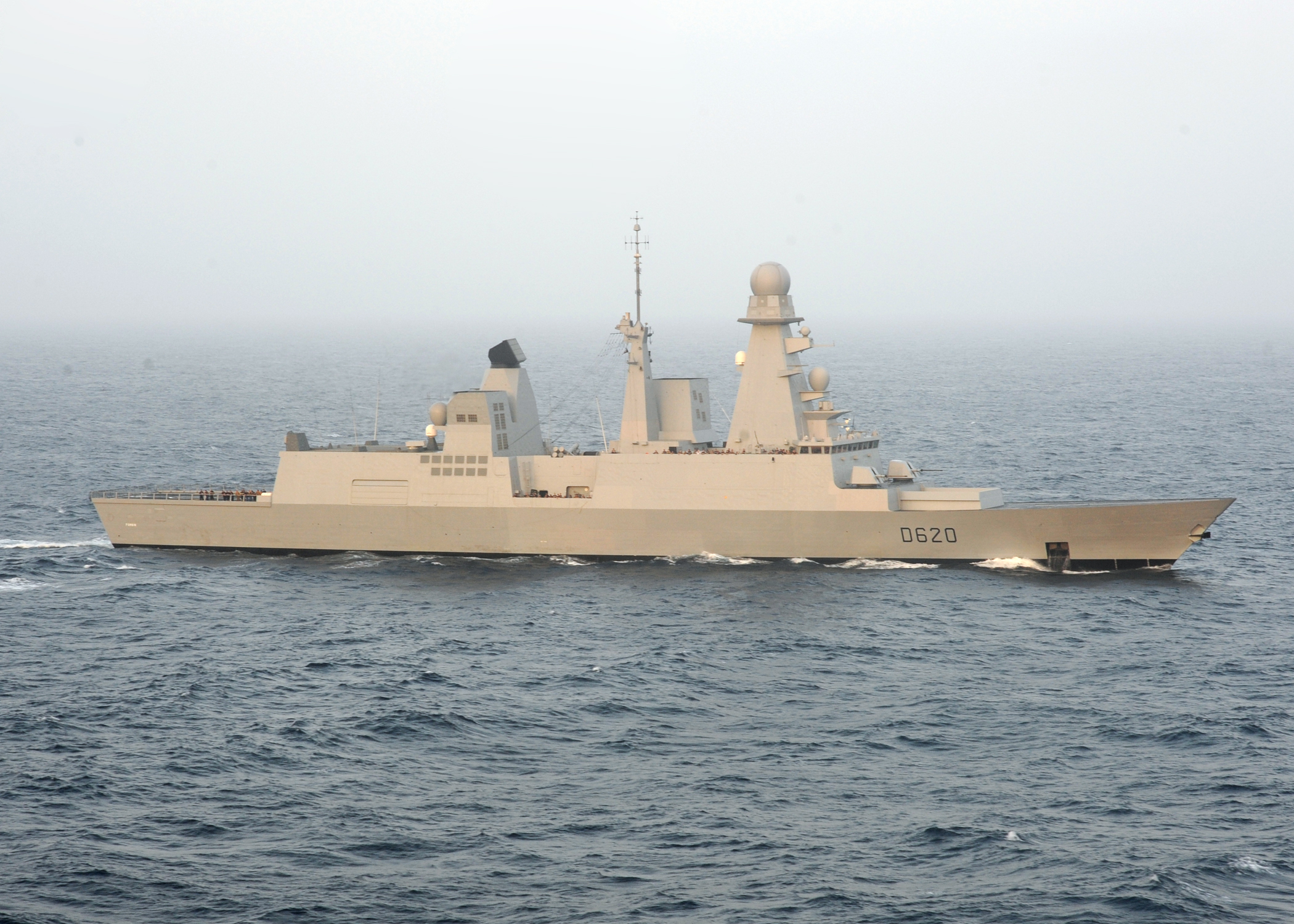
ЭМ УРО ВМС Франции «Форбин» типа «Оризон»

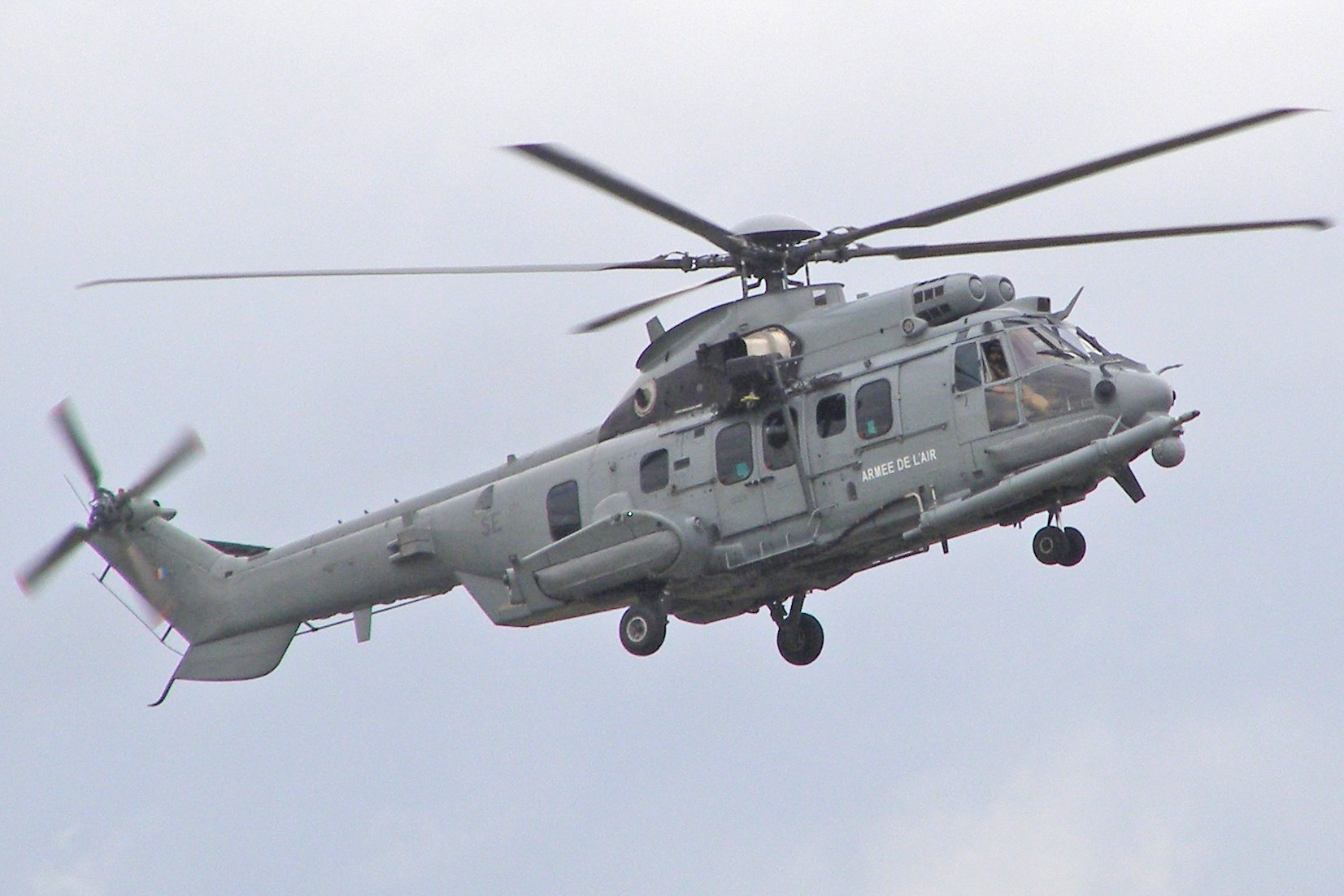
Еврокоптер EC725 «Каракал» ВВС Франции в полете

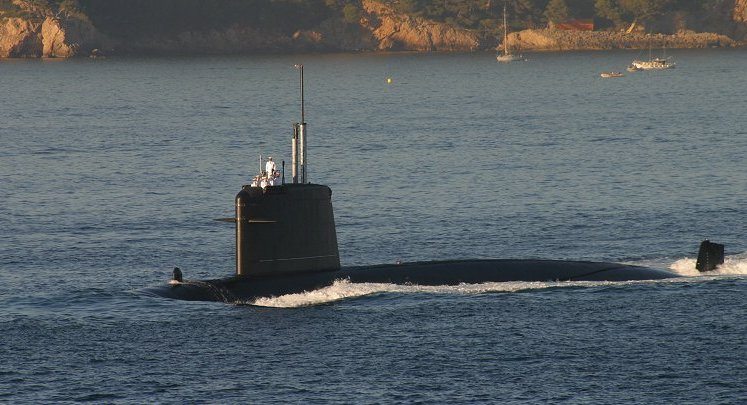
Многоцелевая ПЛА типа «Рюби» ВМС Франции

- Многоцелевой авианосец «Шарль де Голль» с ядерной ГЭУ
- ПЛА типа «Рюби»
- Дивизион ПЛО, включающий 2-3 фрегата ПЛО типа «Жорж Леги»
- Дивизион ПВО, включающий 1-2 фрегата УРО типа «Кассар» или более новые типа «Оризон»
- Передовое охранение группировки, обычно фрегат типа Лафайетт;
- Эскадренный танкер типа Дюранс, обычно «Медуза» (A 607)
- Сводная авиагруппа морской авиации ВМС Франции

## ОШС сводного авиаполка ВМС Франции «Шарль де Голль»
Сводная авиагруппа авианосца «Шарль де Голль» (фр. Le Groupe aérien embarqué, Gaé) включает в себя до 35 ед. самолётов морской авиации ВМС Франции и формируется в зависимости от поставленных командованием ВМС оперативных задач.
Авиагруппа «Шарль де Голль» включает в себя в различных конфигурациях:
- Истребители-перехватчики «Дассо́ Рафа́ль М» с задачами ПВО группировки и завоевания превосходства в воздухе над ТВД (12-я эскадрилья морской авиации ВМС Франции (фр. Flottille 12F))
- Многоцелевые истребители-бомбардировщики «Дассо́ Рафа́ль М» с задачами непосредственной авиационной поддержки подразделений сухопутных войск, а также для нанесения тактических ядерных ударов (17-я эскадрилья морской авиации ВМС Франции (фр. Flottille 17F))
- Многоцелевые истребители-бомбардировщики «Дассо́ Супе́р-Этанда́р» с задачами непосредственной авиационной поддержки подразделений сухопутных войск, а также для нанесения тактических ядерных ударов (17-я эскадрилья морской авиации ВМС Франции (фр. Flottille 17F))
- Самолёты ДРЛО палубного базирования E-2C «Хокай» с задачами дальнего радиолокационного дозора и контроля за воздушной обстановкой в районе оперативной ответственности группировки (4-й эскадрилья морской авиации ВМС Франции (фр. Flottille 4F)

- Вертолёты ПСС «Алуэтт III» (35-я вертолётная эскадрилья морской авиации ВМС Франции (фр. Flottille 35F)
- Всепогодные вертолёты ПСС Еврокоптер AS.365 «Дельфин» (35-я вертолётная эскадрилья морской авиации ВМС Франции (фр. Flottille 35F)
- Транспортно-ударные вертолёты Еврокоптер EC725 «Каракал» и Еврокоптер AS532 «Кугуар» («Супер-Пума») с задачами транспортировки и огневой поддержки подразделений спецназ ВМС Франции (35-я вертолётная эскадрилья морской авиации ВМС Франции (фр. Flottille 35F)

Авиагруппа авианосца формируется из этих сил авиации ВМС, в зависимости от поставленной группировке оперативной задачи. Кроме сил морской авиации, авиагруппа авианосца «Шарль де Голль» может усиливаться приданными экипажами и эскадрильями вертолётов армейской авиации или ВВС Франции.
Максимальная интенсивность бесперебойной боевой работы АГ авианосца «Шарль де Голль» может составлять до 100 самолёто-вылетов ежедневно в течение 7 дней. Число одновременно задействованных самолётов авиагруппы может достигать 20-24 единиц, при средней прододжительности каждого боевого вылета до полутора часов. Время взлёта с использованием катапульты авианосца не превышает 30 секунд, однако схема палубы авианосца «Шарль де Голль» не позволяет одновременный взлёт и посадку самолётов авиагруппы. Авианосец способен нести до 550 тонн авиационного керосина и боеприпасов, что позволяет несение боевую службу и выполнения ударных и других задач вдали от порта приписки в течение нескольких недель даже без пополнения запасов авиационного топлива с танкеров группировки.
Летчики ИБА ВМС Франции обязаны пройти курс лётной подготовки в УЦ ВМС США, расквартированном на военном аэродроме ВМС в/ч «Меридиан» (Миссисипи). Требованиями курса подготовки является выполнение курсантами десяти самостоятельных взлётов и посадок на авианосец, а также овладение навыками воздушного боя. После подготовки в учебном центре ВМС США французские пилоты получают знаки отличия лётчиков морской авиации США, а по прибытии на свою базу — также знаки отличия морских летчиков ВМС Франции..